# .cm
.cm은 카메룬의 인터넷 국가 코드 최상위 도메인이다.
.cm 도메인의 공식 등록기관은 Netcom.cm으로, 카메룬의 수도 야운데에 본사를 두고 있다. 2008년 초에는 카메룬의 정보기술 규제기관인 ANTIC의 파트너사로 Netcom.cm Sarl이 창립되었다. 2008년 10월 15일 Netcom.cm은 .com.cm과 .net.cm 도메인의 등록신청을 개시하였다.

## 역사
2006년 8월 .cm 등록처가 와일드카드 DNS 레코드를 걸어서 해당 도메인을 최상위 도메인으로 삼는 곳 중 미등록된 도메인은 유료검색 링크가 달린 파킹 페이지로 자동 연결되도록 하였다. 이는 .com으로 끝나는 웹사이트에 접속하려던 이용자 중 오타를 내는 경우를 수익 수단으로 활용하기 위한 의도로 보인다.
2009년에는 .cm 도메인에 대한 경매가가 81,000달러까지 치솟으면서 판매처에서는 "고급 부동산"이란 표현까지 썼다. 하지만 일부 블로거들은 치열한 가격 전쟁에도 불구하고 경매에 참여해서 얻는 실질적인 가치는 전혀 없다는 의견을 내기도 했다.
.cm 도메인의 등록기관인 Netcom.cm의 공식 경매사이트 네임젯닷컴 (Namejet.com)은 .cm 도메인 판매로 첫날에만 50만 달러를, 첫주에는 200만 달러를 벌어들였다는 보도도 나왔다.

## 평가
2009년 12월 백신회사 맥아피에서 발간한 보고서 <Mapping the Mal Web - The world's riskiest domain> (맬웹을 그리다 - 세계의 위험한 도메인)에 따르면 .cm은 전세계 도메인 중 가장 위험한 도메인으로, 이 도메인을 쓰는 웹사이트 중 36.7%가 개인PC의 보안 위험을 초래하는 것으로 집계됐다. 접속인구가 많은 사이트의 주소는 그 끝이 '.com'으로 끝날 때가 많은데, 이들 사이트에 들어가려다 무심코 '.cm'으로 입력하는 경우가 적지 않다는 점을 노린 악성 사이트들이 그대로 등록하여 자신의 주소로 들어오도록 하는 경우가 많기 때문으로 추정된다.
.cm은 불법적인 용도 외에도 합법 기관들이 도메인 해킹 방지를 목적으로 사용하는 경우가 있다. 예컨대 사이애노젠모드는 소프트웨어 버전 배포용 단축 URL로 get.cm를 사용한다.